# Franz Kaindl (Historiker)

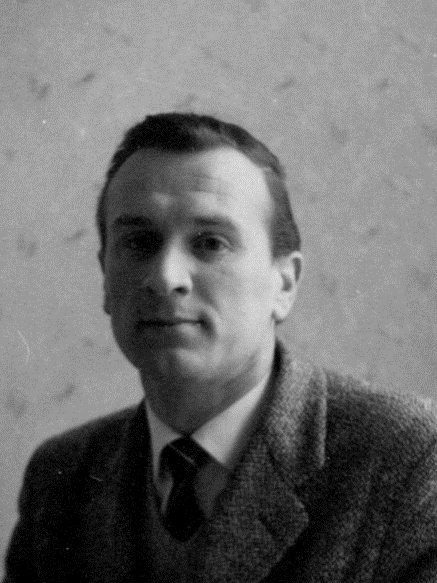
Franz Kaindl

Franz Kaindl (* 17. Jänner 1931 in Linz; † 22. März 2021) war ein österreichischer Historiker. Von 1977 bis 1983 war er Präsident der Gesellschaft für Österreichische Heereskunde und von 1983 bis 1992 Direktor des Heeresgeschichtlichen Museums.

## Leben
Kaindl wurde 1931 als Sohn eines Beamten der ÖBB in Linz geboren. Er besuchte die Realschule in Linz und das Don Bosco Gymnasium Unterwaltersdorf, wo er 1953 die Matura ablegte. Im Anschluss studierte er Philosophie an der Universität Turin sowie Geschichte und Geographie an der Universität Wien. 1961 wurde er bei Alfons Lhotsky mit der Dissertation Der Kampf der Stadt Freistadt um ihr Straßenvorrecht zum Dr. phil. promoviert. Von 1953 bis 1955 ging er einer Erziehertätigkeit nach.
1964 wurde er Beamter am Heeresgeschichtlichen Museum (HGM) in Wien. Dort übernahm er die wissenschaftliche Leitung des kulturhistorischen Referats. Am 15. November 1983 wurde Kaindl zum Direktor des HGM ernannt. Unter seiner Leitung gelang es erstmals, eine Besucherzahlmarke von über 100.000 Personen zu überschreiten. Zahlreiche Sonderausstellungen, wie etwa Vom Holzflugzeug zum Strahltriebwerk (1985), Relikte aus dem Toplitzsee (1985) und Die Frau im Krieg (1986), wurden unter seiner Direktorenschaft organisiert und ausgeführt. 1991 feierte das Heeresgeschichtliche Museum sein einhundertjähriges Bestehen, wozu ebenfalls eine Sonderausstellung stattfand und Kaindl auch die Schrift 100 Jahre Heeresgeschichtliches Museum. Bekanntes und Unbekanntes zu seiner Geschichte verfasste. 1992 trat Kaindl in den Ruhestand und lebte seitdem in Oberösterreich.
1974 war Kaindl Mitbegründer der Gesellschaft für Österreichische Heereskunde, als deren Präsident er von 1977 bis 1983 fungierte. Von 1981 bis 1991 war er Mitglied der Commission Autrichienne d’Histoire Militaire. 1984 gehörte er den Exekutivkomitees des österreichischen Nationalverbandes des Internationalen Museumsrats und der International Association of Museums of Arms and Military History an. Außerdem wurde er Mitglied der Sveriges Heraldiska Sällskap. 1985 wurde er Mitglied der Geistes- und sozialwissenschaftlichen Kommission des Bundesministeriums für Landesverteidigung. Zunächst Vorstandsmitglied, war er von 1988 bis 1991 Präsident des Österreichischen Museumsbundes. 2011 wurde er Herausgeber der Mitteilungen aus dem Pfarrarchiv Hartkirchen.
Kaindl war verheiratet und Vater eines Kindes.

## Auszeichnungen
- 1980: Goldenes Ehrenzeichen für Verdienste um die Republik Österreich
- 1990: Großes Goldenes Ehrenzeichen für Verdienste um die Republik Österreich

## Schriften (Auswahl)
- (Bearb.): Orden und Ehrenzeichen. Katalog zur Sonderausstellung. Heeresgeschichtliches Museum, Wien 1976.
- (Hrsg. und verantw.): Die Frau im Krieg. Heeresgeschichtliches Museum, Ausstellung vom 6. Mai – 26. Oktober 1986. Beiheft: Plakate. Heeresgeschichtliches Museum, Wien 1986.
- (Verantw.): Militärischer Alltag um 1896. Mit zeitgenössischen Photographien von A. Huber, Heeresgeschichtliches Museum, Wien 1987.
- (Hrsg.): Harald Gaß: Österreich im Dienste des Friedens. 30 Jahre Beteiligung an UN-Friedensmissionen. Bundesministerium für Landesverteidigung, Wien 1990.